# Salèrn
Salèrn (en francès Salers) és un municipi del departament francès de Cantal a la regió d'Alvèrnia-Roine-Alps. Aquesta localitat dona nom al formatge de Salers, elaborat a tota la regió.